# James W. Marquart
James W. Marquart (* 1954) ist ein US-amerikanischer Soziologe und Kriminologe, der als Professor an der texanischen Lamar University forscht und lehrt. 2010/11 amtierte er als Präsident der Academy of Criminal Justice Sciences (ACJS).

## Werdegang und Wirken
Der in Illinois geborene und aufgewachsene  Marquart machte 1976 das Bachelor-Examen (Law Enforcement Administration) an der Western Illinois University. Danach arbeitete er im Strafvollzug und studierte Soziologie an der Kansas State University, wo er 1978 das Master-Examen ablegte. Während seines folgenden Doktorandenstudiums war er zeitweise wieder im Strafvollzug tätig, zum Teil in leitender Position. 1983 wurde er im Fach Soziologie an der Texas A&M University zum Ph.D. promoviert. Nach der Promotion war er erst Assistant Professor für Soziologie der Mississippi State University und dann für Strafjustiz an der Sam Houston State University. Dort wurde er 1989 zum Associate Professor befördert und 1995 zum Full Professor. Im Herbst 2005 wurde Marquart Professor und Direktor des neuen Kriminologieprogramms an der University of Texas at Dallas. Schließlich wechselte er als Professor an die Lamar Univerity.
Schwerpunkt seiner wissenschaftlichen Arbeit ist die Gefängnisforschung und Strafrechtspolitik.